# キューバの国旗
キューバの国旗（キューバのこっき）は、1902年5月20日に採用された。
1849年にスペイン統治からの様々なキューバ解放運動が興った際に、ナルシソ・ロペス (Narciso López) が詩人トロン (Miguel Teurbe Tolón) から提案されたものを採用した。この旗が現在のキューバ国旗の基となった。青の3本の縞はスペイン統治下のキューバの三つの軍政地域、白の二本の縞は純粋な愛国心を象徴している。赤の三角は強さと不変性を象徴しているが、フリーメイソンの平等を示すシンボルとも言われ、他の旧スペイン植民地国の国旗によく見られる。白の星は独立を象徴し、直接的には社会主義の象徴である赤い星と同一視はされない。
1869年にキューバ国会で国旗として採用された。米西戦争の間はアメリカの星条旗が使用されたこともあったが、独立後はこの国旗が使われた。なお、キューバの国歌と同様に、フィデル・カストロが実権を握ったキューバ革命後も変更されず、現在までこの旗が使用されている。

海軍用国籍旗
首相旗
大統領旗
国旗（縦横比2:3の別タイプ）

## 歴史的な旗

?1785年までの旗（スペイン植民地帝国）
?1785年の旗
?1875年 - 1902年
?アメリカ合衆国占領時期の旗
?1902年 - 1906年、1906年 - 1959年の国旗